# Supermarine Sea Lion I
El Supermarine Sea Lion I (llamado originalmente Supermarine Sea Lion) fue un hidrocanoa de carreras británico diseñado y construido por Supermarine para la competición del Trofeo Schneider en Bournemouth, Inglaterra, en septiembre de 1919. Se basaba en una versión del Supermarine Baby, el primer avión de caza hidrocanoa monoplaza diseñado y construido en el Reino Unido, que voló por primera vez en febrero de 1918.
Matriculado como G-EALP, el Sea Lion compitió con éxito contra un Avro 539 para ganar un lugar como uno de los participantes británicos. El 10 de septiembre, día de la carrera, una espesa niebla oscureció la ruta y provocó que el piloto del Sea Lion, Basil Hobbs, realizara un aterrizaje no programado en el agua. Al despegar, el casco del avión se rompió accidentalmente. Más tarde durante la carrera, mientras estaba de nuevo en el agua, el avión se volcó y se hundió como resultado del accidente anterior. La competición terminó en caos y los resultados fueron anulados. El Sea Lion, dañado sin posibilidad de reparación, fue desguazado.

## Desarrollo
El Sea Lion I fue desarrollado para participar como contendiente británico en la carrera del Trofeo Schneider de 1919, que había tenido lugar por última vez en 1914, cuando Gran Bretaña había sido la vencedora. La edición de 1919 fue organizada por el Royal Aero Club.
El nuevo avión se basaba en una versión del Supermarine Baby, que había sido diseñado para cubrir la especificación N.1B de la Oficina de la Marina. El prototipo del Baby fue el primer hidrocanoa de caza monoplaza británico. Propulsado por un motor Napier Lion de 150 kW (200 hp) en configuración propulsora, el Baby había volado por primera vez en febrero de 1918, con un motor de 110 kW (150 hp).
Se construyó un segundo Baby (que nunca voló) y se entregó como repuestos para apoyar las pruebas del prototipo. Una tercera máquina (N61) aún no se había ensamblado cuando el programa N.1B fue abandonado. El diseño del N61 era una versión modificada del prototipo del Baby, y Supermarine presentó el mismo en su folleto de 1919. Denominado 'A' Single Seater Flying Boat (Hidrocanoa Monoplaza «A»), fue seleccionado para participar en la competición Schneider de 1919.

## Diseño

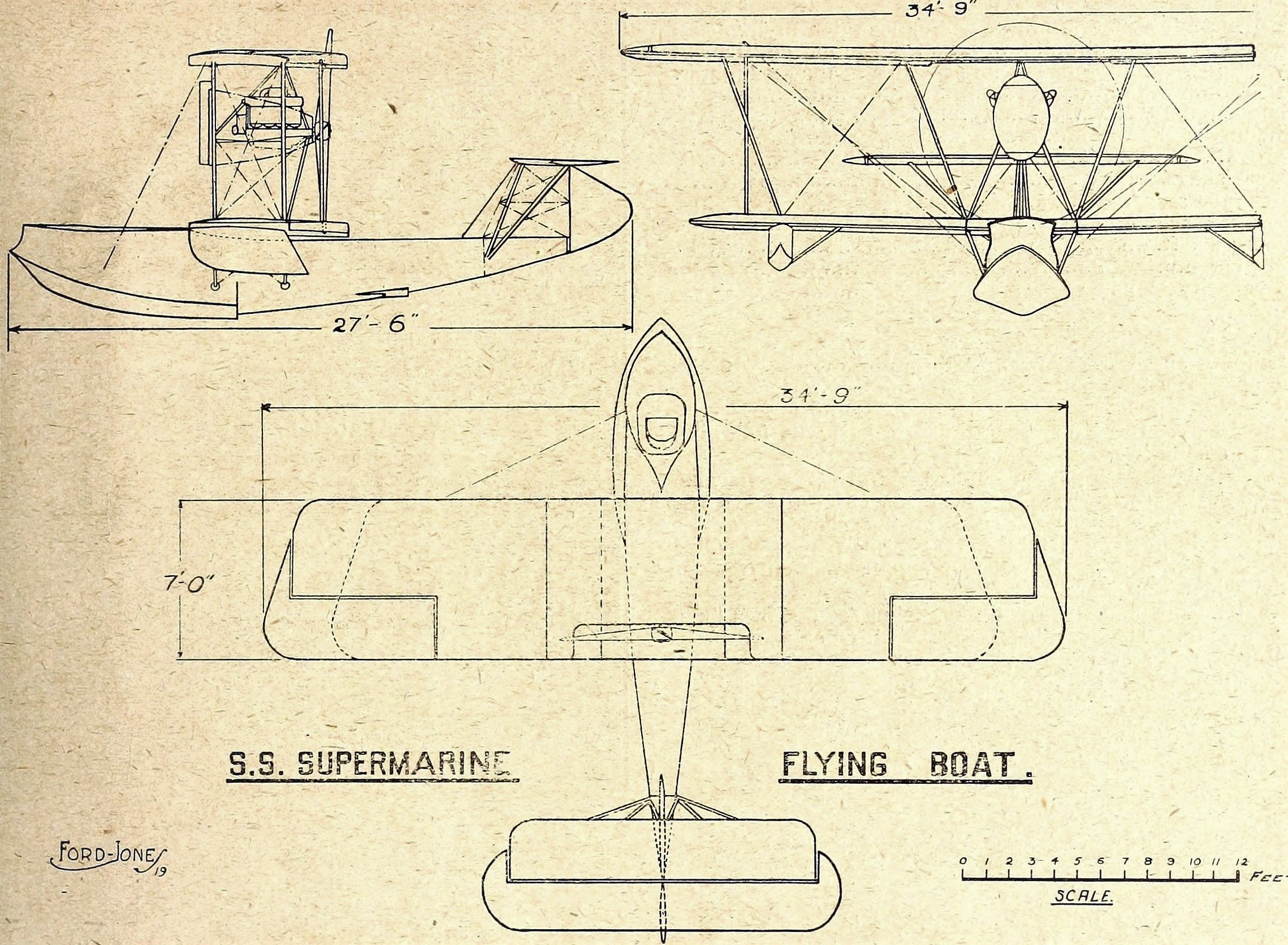
Dibujos de disposición general del Hidrocanoa Monoplaza 'A' (The Aeroplane, octubre de 1919).

El N61 contaba con un diseño de casco patentado, producido por el diseñador jefe de Supermarine, William Hargreaves, en 1918. El casco del N61, que tenía la forma originalmente diseñada por Linton Hope para el AD Flying Boat, pudo haber sido utilizado para el Sea Lion I.
El Sea Lion fue diseñado con una sección transversal puntiaguda hacia arriba hasta la popa. El morro fue diseñado para desviar las salpicaduras. Las alas fueron diseñadas de nuevo con una cuerda más pequeña que la utilizada en el Baby original, alerones modificados en el ala superior y timón y elevadores agrandados. Las dos alas tenían envergaduras diferentes y los soportes que las conectaban estaban inclinados hacia fuera. El Sea Lion estaba propulsado por uno de los primeros ejemplares del motor Napier Lion, prestado por los fabricantes, que disponía de su propio montaje. El empenaje y el timón eran más grandes que los del Baby.
Es probable que Reginald Joseph Mitchell, que empezó a trabajar para Supermarine en 1916 y se convirtió en el diseñador jefe de la compañía después de Hargreaves, hubiera participado en el diseño del Sea Lion y ayudado a prepararlo para la competición.

## Historia operacional

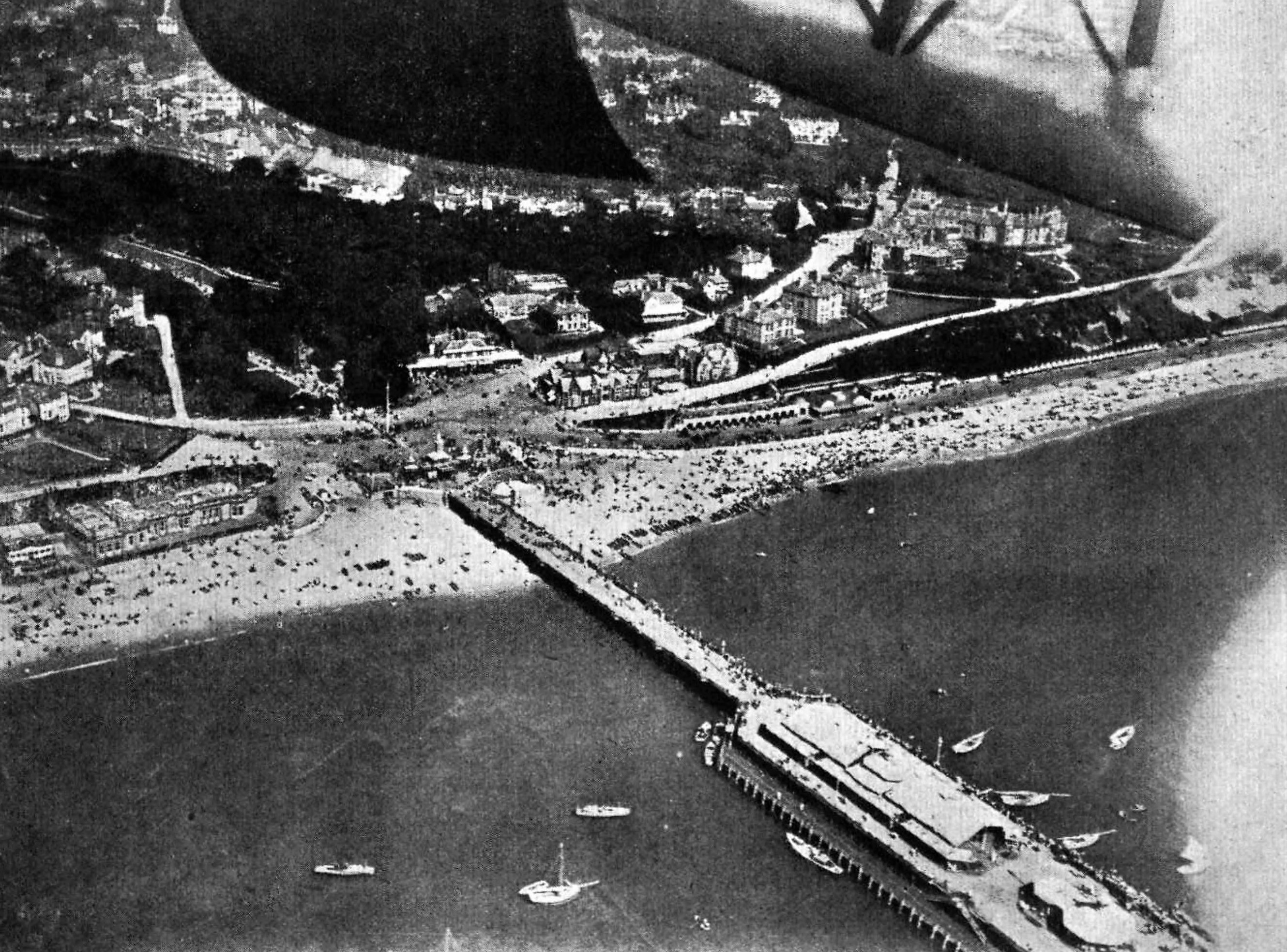
El muelle de Bournemouth, punto de partida de la competición del Trofeo Schneider de 1919, visto el día del concurso desde un avión Supermarine.

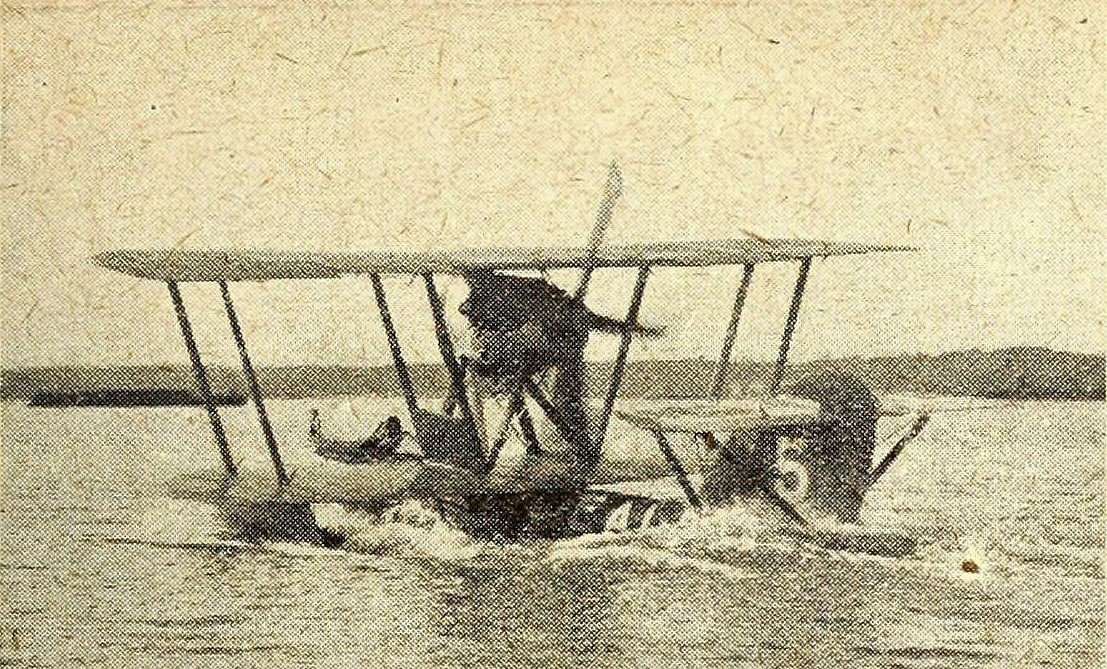
Supermarine Sea Lion I en el agua.

Matriculado como hidrocanoa de carreras G-EALP, el Sea Lion participó en la carrera del Trofeo Schneider de 1919. Para decidir qué aviones participarían en la carrera, se tuvo que realizar una competición, ya que a cada país participante sólo se le permitió inscribir tres aeronaves y cuatro compañías británicas tenían previsto participar. El Sea Lion compitió contra otro biplano, un Avro 539. El Sea Lion aprovechó la oportunidad para equiparse con una hélice recién llegada, después de que el Avro sufriera daños accidentales antes del inicio de las pruebas. Durante la competición, el Sea Lion demostró ser más lento que el Avro, pero aun así fue seleccionado por su rendimiento; el Avro quedó en reserva.
El 10 de septiembre, día de la competición, Henri Biard de Supermarine llevó a pasajeros de pago por la bahía de Swanage en el avión. El inicio de la carrera se retrasó hasta aproximadamente las 5 p.m., debido a condiciones de niebla.
El Sea Lion llegó alrededor de la 1 p.m. y estaba amarrado junto a un barco de Supermarine, el Tiddleywinks. Antes del inicio de la carrera, el Sea Lion permaneció en el mar. De esta forma evitó los daños ocasionados a sus rivales tras aterrizar en la playa procedentes de Cowes. Los aviones ilesos partieron, pero la espesa niebla oscureció la ruta de la carrera y en pleno vuelo, el piloto del Sea Lion, el líder del escuadrón Basil D. Hobbs, se vio obligado a aterrizar para recalcular su rumbo, que había perdido sobre la bahía de Swanage. Al despegar, sin darse cuenta, hizo un agujero en el casco del Sea Lion después de chocar contra restos flotantes en el agua. El avión averiado amerizó cerca del muelle de Bournemouth para el aterrizaje obligatorio de la primera vuelta, pero volcó con la cola levantada en el aire y se hundió, y Hobbs se vio obligado a abandonar la carrera. Hobbs fue rescatado del lugar del naufragio, remolcado hasta Boscombe Pier y devuelto a las instalaciones de Supermarine en Woolston, Southampton. Se encontró que el avión no tenía reparación.
La carrera terminó en un caos debido a la niebla y los resultados fueron anulados. El perfil de Supermarine salió del olvido gracias a la competición, pero la pérdida del Sea Lion fue un duro golpe para la empresa. Los daños en el casco del avión fueron reparados y en 1921 fue donado al Museo de Ciencias de Londres, donde fue expuesto. En 1928, con el acuerdo de Supermarine, el casco, ya obsoleto, fue desguazado.

## Especificaciones (Sea Lion I)
Referencia datos: Supermarine Aircraft Since 1914.

### Características generales
- Tripulación: Uno (piloto)
- Longitud: 8 m (26,3 ft)
- Envergadura: 11 m (36,1 ft) (superior); 8,61 m (inferior)
- Superficie alar: 35 m² (376,7 ft²)
- Peso vacío: 907 kg (1999 lb)
- Peso cargado: 1315 kg (2898,3 lb)
- Planta motriz: 1× motor lineal W12 refrigerado por agua Napier Lion IA.
  - Potencia: 340 kW (469 HP; 462 CV)
- Hélices: De cuatro palas de madera de paso fijo

### Rendimiento
- Velocidad máxima operativa (Vno): 237 km/h (147 MPH; 128 kt)
- Alcance: 2 h 30 min

## Aeronaves relacionadas

### Secuencias de designación
- Secuencia S._ (interna de Supermarine): S.1 - S.2 - S.3 - S.4 →